# Ulrich Kampa
Ulrich Kampa (ur. 1957) – niemiecki siatkarz, reprezentant Niemiec. Ojciec Lukasa Kampy.
W latach 70. grał w drużynie USC Münster w rozgrywkach 1.Bundesligi. W 1976 zdobył z nią Puchar Niemiec. W 1978 przeniósł się do ligowego rywala, VBC Paderborn, z którym 3-krotnie był wicemistrzem kraju, a w 1981 – zdobywcą rozgrywek pucharowych. W 1982 zakończył karierę zawodniczą.
W reprezentacji Niemiec rozegrał 100 meczów. Po zakończeniu kariery siatkarskiej został lekarzem w szpitalu w Hattingen i profesorem jednej z prywatnych uczelni. Jest żonaty, ma córkę i dwóch synów – Davida i Lukasa – którzy także są siatkarzami.